# Gonzague Truc
Pour les articles homonymes, voir Truc.
Gonzague Truc, né à Flayosc le 15 novembre 1877 et mort le 1er juin 1972 à Paris, est un critique littéraire, essayiste et biographe français.

## Biographie
Truc est un auteur prolifique. Son œuvre touche à différents courants littéraires, mais elle s'intéresse en particulier au classicisme français. Il a laissé plusieurs essais historiques et des correspondances avec quelques-uns de ses contemporains dont René Groos. Le 31 octobre 1932, il est un des tout premiers à commenter le Voyage au bout de la nuit de Louis-Ferdinand Céline. Il exprime avec violence le dégoût que lui inspire ce roman. De 1947 à 1958, il dirige dans la collection de la Pléiade une édition en sept volumes des Mémoires de Saint-Simon. Le texte reprend celui de la deuxième édition (1873-1875) d'Adolphe Chéruel, « en tenant compte, naturellement, des améliorations apportées par les divers tirages ».
Lié d’amitié avec René Boylesve, pour la mémoire duquel il a beaucoup œuvré, il devint le premier vice-président de l'Association des amis de René Boylesve, lors de sa fondation en 1951.
Il était également un proche de l'Action française, à laquelle il consacra un livre très favorable. Ses publications restent fortement marquées par l'influence de Charles Maurras et du néo-classicisme dont ce dernier s'était fait l'un des promoteurs avec Pierre Lasserre et Henri Clouard.
Collaborateur de René Binet, lorsque ce dernier fit paraître, de juillet 1950 à septembre 1951, la revue Nouveau Prométhée, où était développée une théorie du racisme biologique. Cette publication cessa d'être éditée au bout de 10 numéros, faute de lecteurs.
Pour l’ensemble de son œuvre, l’Académie française lui décerne le prix d’Académie en 1943 et le prix Louis Barthou en 1969.
Il est le père de Louis Truc. Sa dernière épouse est morte en 1974.

## Œuvres
- Le Retour à la scolastique, Paris, La Renaissance du livre, 1919, prix Montyon de l’Académie française en 1920
- Tibériade, Paris, A. Michel, 1921, prix Bordin de l’Académie française en 1922
- Anatole France, l'artiste et le penseur, Paris, Garnier frères, 1924, prix Montyon de l’Académie française en 1925
- Jean Racine, l’œuvre, l’artiste, l’homme et le temps, Paris, Garnier, 1926, prix Montyon de l’Académie française en 1927
- Les idées vivent ..., Paris, Éditions de la nouvelle revue critique, 1927
- Le quartier St-Victor et le jardin des plantes, Paris, Éditions Firmin-Didot, 1930
- Le Roman de la violette de Gerbert de Montreuil, renouvelé par Gonzague Truc, Paris, éd. d'art Henri Piazza, 1931
- Introduction à la lecture de René Boylesve, Paris, Le Divan, série-collection « Le Souvenir de René Boylesve », 1932
- Rome et les Borgia, Paris, B. Grasset, 1939, prix Alfred-Née de l’Académie française en 1940
- Les pages immortelles de Spinoza (choisies et expliquées par Gonzague Truc), Paris, Éditions Corrêa, 1940
- Histoire illustrée de la femme, deux tomes, Plon, 1940
- Madame Colette, Paris, Éditions Corrêa, 1941
- Montaigne, 1945
- Histoire de la philosophie, Paris, Éditions Fischbacher, 1950
- Histoire illustrée des littératures, Paris, Plon, 1952
- Histoire de la littérature catholique contemporaine, Casterman, 1961 - prix Broquette-Gonin (littérature) de l’Académie française en 1962